# Halzen
Halzen is een koersverandering bij het zeilen waarbij de achtersteven van het schip zich door de windrichting verplaatst, dit in tegenstelling tot wenden, waarbij de voorsteven door de wind gaat. 
Bij aan-de-windse koersen lijkt het voor de hand te liggen om van koers te veranderen via de kortste weg, dus door de wind. Voor sommige typen schepen is dit echter moeilijk of zelfs onmogelijk, zodat deze genoodzaakt zijn te halzen. Andere typen schepen nemen soms hun toevlucht tot halzen als er het gevaar dreigt dat bij wenden door de tegendruk van de wind te veel snelheid zou worden verloren. 
Voor langsgetuigde schepen is halzen echter ook risicovol omdat zij daarbij moeten gijpen, dat wil zeggen: ze moeten hun giek naar het andere boord brengen terwijl het zeil vol de wind vangt. 